# タップオフサイクル

オープンサイクル型のタップオフサイクルの模式図。燃焼室から取り出した少量の燃焼ガスでタービンを駆動する。駆動した後の燃焼ガスは排気される。

タップオフサイクル（英: combustion tap-off cycle）は二液式液体燃料ロケットエンジンの燃焼サイクルの1つで、燃焼室から取り出した排気ガスを用いてターボポンプを駆動するものである。推進剤のすべてをタービンの駆動に用いるわけではないためオープンサイクルに分類される。タービンの駆動に排気ガスを用いる点はガス発生器サイクルと同じであるが、ガス発生器サイクルで必要な副燃焼室（ガス発生器）が不要になるという利点がある。
1969年に開発が始まったJ-2Sエンジンで採用され、のべ30,000秒以上の燃焼試験に成功していたが、その後 開発は中止されている。
ブルーオリジンが開発したBE-3エンジンにはタップオフサイクルが採用されている。ブルーオリジンは、燃焼室が1つの簡素な構造でエンジン停止も容易であることから有人宇宙飛行に適するとしている。しかし、燃焼室からの排気ガスでタービンを駆動するためエンジンの起動操作が煩雑であること、タービンを高温の排気ガスに耐える構造にしなければならないことが課題である。